# Captura de la cañonera Pilcomayo
La captura de la cañonera Pilcomayo fue una acción de la campaña naval de la Guerra del Pacífico en la cual dicha cañonera peruana fue aprehendida por el blindado chileno Blanco Encalada.

## Antecedentes
Con la captura del monitor Huáscar, Chile obtuvo una amplia ventaja en el mar, la que buscaría evitar que los aliados pudieran efectuar concentraciones de sus ejércitos en el sur del Perú. De este modo el objetivo político de guerra fue más ambicioso para los chilenos, y ya no solo se buscó asegurar la soberanía chilena entre los paralelos 23 y 25 Sur, sino que la obtención de compensaciones territoriales favorables.
Con ello el ejército chileno se impuso la necesidad de buscar la destrucción de las fuerzas peruano-bolivianas presentes en Tarapacá, iniciándose la Campaña de Tarapacá. Dentro de ésta, ocurre el asalto y toma de Pisagua, el 2 de noviembre de 1879, operación que culminó con la ocupación chilena del lugar.
En este contexto la Armada chilena velaba por mantener libre el dominio del mar para facilitar los transportes marítimos propios e impedir la de los aliados, de tal manera de aislar a las fuerzas adversarias en la región.

## Encuentro de los buques
Una vez que fueron terminadas las reparaciones del blindado Blanco, en Valparaíso, este se dirigió a las costas del departamento de Moquegua a bloquear los puertos peruanos.
El día 18 de noviembre de 1879 alrededor de las 9:00 horas el Blanco regresaba de Islay y al estar en las cercanías de Mollendo, se divisaron tres humos al sur que los chilenos reconocieron como la corbeta Unión, la cañonera Pilcomayo y el transporte Chalaco, estando estos comandados por los Capitanes de Navío Nicolás F. Portal, Carlos Ferreyros y el Capitán de Fragata Manuel A. Villavicencio, respectivamente.
Estando la Unión navegando adelantada, pudo reconocer al Blanco, por lo que viró hacia el sur para advertir a los otros buques de la presencia de éste. 
Una vez reunidos los buques peruanos, acordaron que la táctica sería atraer al blindado con la Unión y de este modo evitar la captura de los otros dos buques, confiando en la mayor velocidad de la corbeta peruana. De este modo, la Unión navegó al oeste a baja velocidad para atraer al blindado. La Pilcomayo navegó al sur a máxima velocidad y el transporte "Chalaco" cambió su rumbo al sureste para pegarse a la costa.
Estando en el Blanco el Almirante Galvarino Riveros y conociendo las velocidades de los buques peruanos, no cayó en la trampa, por lo que decidió dar caza a la cañonera Pilcomayo, ordenando al comandante del Blanco, Capitán de Corbeta Luis Anacleto Castillo Goñi, perseguirla a máximo andar.

## Fuerzas enfrentadas

### Fragata blindadaBlanco Encalada

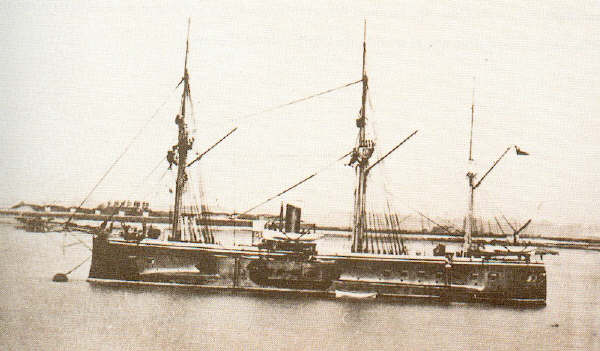
Fragata Blanco Encalada

El Blanco era una fragata blindada con doble casco de acero de 64 m de eslora y de 3.560 t. Contaba con un blindaje de 9 pulgadas de espesor en el centro y de 4,5 en proa y popa. Su armamento estaba constituido por 6 cañones rayados Armstrong de avancarga de 250 lbs en una batería central (3 por banda), 2 cañones rayados de 20 lbs y 2 cañones de 7 lbs. Su sistema de propulsión era mixto, a vapor con doble hélice y vela siendo capaz de alcanzar una velocidad máxima de 9 kn el día del combate.Estaba al mando del Almirante Galvarino Riveros.

### CorbetaUnión

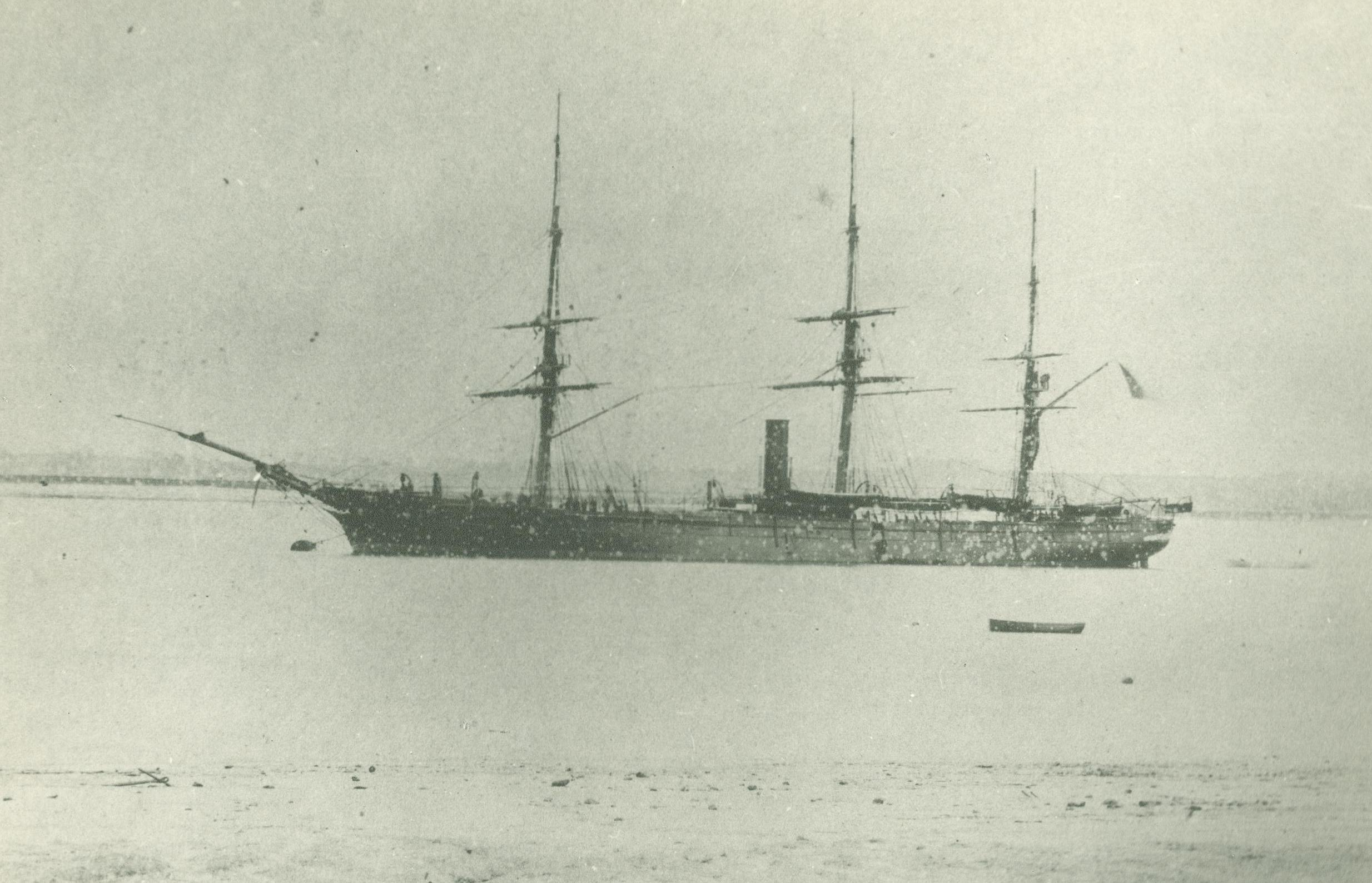
Corbeta Unión

La Unión era una corbeta construida en 1865, con casco de madera protegida con hierro y cobre. Desplazaba 2016 t y contaba con 12 cañones rayados Voruz de avancarga de 70 lb (162 mm) como armamento principal, en la batería, 6 por banda. Además contaba con 2 cañones Armstrong de 70 lb en proa y un cañón  Withworth de avancarga de 9 lb. Su sistema de propulsión era también mixto, con una hélice, siendo capaz de alcanzar una velocidad máxima de 13 kn. Estaba al mando del capitán de navío Nicolás F. Portal.

### CañoneraPilcomayo

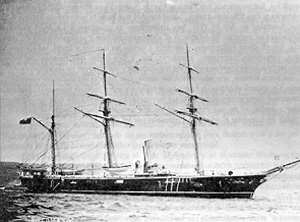
Cañonera Pilcomayo.

La cañonera Pilcomayo era un buque construido en 1874 y estaba armada con dos cañones Armstrong de avancarga de a 70 libras, uno en cada banda de la nave y cuatro cañones de 40 libras, dos por banda, también rayados, de avancarga y una ametralladora Gatling; el día del combate, su velocidad era de 11 kn. Estaba al mando del capitán de Navío Carlos Ferreyros.

### TransporteChalaco
El Chalaco tenía casco de hierro de 90,4 m de eslora que desplazaba 999 t. Su sistema de propulsión era mixto, a vapor con doble rueda y vela. Su máquina le permitía alcanzar un andar de 12 kn. Su armamento estaba compuesto por 4 cañones Parrott de 30 lbs, 2 en proa y dos en la popa, y 2 cañones de 70 lbs en el sollano. Estaba al mando del capitán de fragata Manuel Villavicencio.
| Nación | Nombre                 | Comandante                                                                 | Tipo             | Desplazamiento | Velocidad | Armamento                         |
| ------ | ---------------------- | -------------------------------------------------------------------------- | ---------------- | -------------- | --------- | --------------------------------- |
| Chile  | Blanco Encalada (1875) | Almirante Galvarino Riveros Capitán de Corbeta Luis Anacleto Castillo Goñi | Fragata Blindada | 3.560 Tm       | 9 nudos   | 6 cañones Armstrong de 250 lbs    |
| Chile  | Blanco Encalada (1875) | Almirante Galvarino Riveros Capitán de Corbeta Luis Anacleto Castillo Goñi | Fragata Blindada | 3.560 Tm       | 9 nudos   | 2 cañones rayados de 20 lbs       |
| Chile  | Blanco Encalada (1875) | Almirante Galvarino Riveros Capitán de Corbeta Luis Anacleto Castillo Goñi | Fragata Blindada | 3.560 Tm       | 9 nudos   | 2 cañones de 7 lbs                |
| Perú   | Unión (1865)           | Capitán de Navío Nicolás F. Portal                                         | Corbeta          | 2016 Tm        | 13 nudos  | 12 cañones Voruz de 70 lb         |
| Perú   | Unión (1865)           | Capitán de Navío Nicolás F. Portal                                         | Corbeta          | 2016 Tm        | 13 nudos  | 2 cañones Armstrong de 70 lb      |
| Perú   | Unión (1865)           | Capitán de Navío Nicolás F. Portal                                         | Corbeta          | 2016 Tm        | 13 nudos  | 1 cañón Withworth 9 lb            |
| Perú   | Pilcomayo (1874)       | Capitán de Navío Carlos Ferreyros                                          | Corbeta          | 600 Tm         | 11 nudos  | 2 cañones Armstrong de 70 lb      |
| Perú   | Pilcomayo (1874)       | Capitán de Navío Carlos Ferreyros                                          | Corbeta          | 600 Tm         | 11 nudos  | 4 cañones de 40 libras            |
| Perú   | Pilcomayo (1874)       | Capitán de Navío Carlos Ferreyros                                          | Corbeta          | 600 Tm         | 11 nudos  | 1 ametralladora Gatling           |
| Perú   | Chalaco (1864)         | Capitán de Fragata Manuel Villavicencio                                    | Vapor de ruedas  | 999 Tm         | 12 nudos  | 4 cañones Parrott de 30 lbs       |
| Perú   | Chalaco (1864)         | Capitán de Fragata Manuel Villavicencio                                    | Vapor de ruedas  | 999 Tm         | 12 nudos  | 2 cañones de 70 lbs en el sollano |

## La captura
Al percatarse el Comandante de la Pilcomayo que la distancia se acortaba rápidamente, reunió a sus oficiales en consejo, acordando hundir el buque antes de entregarse, batiéndose en retirada para poder tener el tiempo suficiente de ejecutar el plan.
Estando a 5000 metros, la Pilcomayo abrió fuego en elevación sin dañar al Blanco. El blindado chileno no rompió fuego hasta los 4.200 m, alcanzando el pico del palo trinquete de la corbeta peruana. A la par, el Comandante Ferreyros hizo abrir las válvulas del fondo para inundar la máquina y santabárbara y ordenó derramar todo tipo de material inflamable para incendiar el buque. Los cañones de popa fueron apuntados sobre la escotilla de la cámara de oficiales para perforar el casco bajo la línea de flotación. Luego dispuso la destrucción de códigos, correspondencia y documentos del buque. 
Iniciado el incendio, detuvo el buque y arriaron los botes para embarcar a la tripulación. El Almirante chileno Riveros al ver señales con banderas blancas que se hacían desde los botes, dispuso cesar el fuego y parar la máquina para que el Teniente Roberto Goñi abordara el buque peruano.
Abordada la Pilcomayo, Goñi reemplazó el emblema peruano por el chileno y dedicó todos sus esfuerzos para salvar la nave, atracándola al Blanco de modo que con sus bombas de achique impidiera su hundimiento y simultáneamente reforzar al personal que apagaba los incendios. En dos horas lograron tapar las vías de agua con hombres buzos y apagaron los incendios. 
Posteriormente los chilenos prosiguieron a llevarla en remolque al puerto de Pisagua, arribando el 20 noviembre, donde los prisioneros peruanos fueron embarcados en el Vapor Loa para luego dirigirse al puerto de Valparaíso con la Pilcomayo, recalando el 4 de diciembre, ante el júbilo de la población que invadió las calles para rendir un homenaje a los marinos victoriosos. En este puerto la ya ex-nave peruana recibiría las reparaciones definitivas.